# کازوهیکو نیشیجیما
کازوهیکو نیشیجیما (انگلیسی: Kazuhiko Nishijima؛ ۴ اکتبر ۱۹۲۶ – ۱۵ فوریه ۲۰۰۹) یک دانشمند در زمینه فیزیک ذرات و فیزیک نظری اهل ژاپن بود.
وی همچنین برنده جوایزی همچون کمک هزینه گوگنهایم شده‌است.